# L'Homme de Kabul
Ne doit pas être confondu avec Cédric Bannel#L'homme de Kaboul (2011).
L'Homme de Kabul est le 25e roman de la série SAS, écrit par Gérard de Villiers et publié en 1972 dans la collection Plon (Presses de la Cité). Comme tous les SAS parus au cours des années 1970, le roman a été édité lors de sa publication en France à 100 000 exemplaires.

## Contexte historique et intérêt du roman

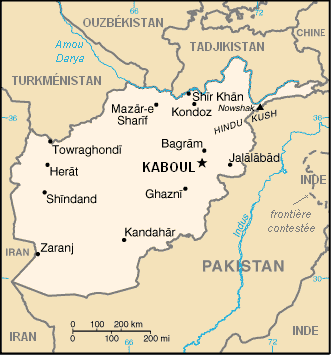
Carte des villes de l'Afghanistan.

Le roman ayant été écrit fin 1971 et publié en 1972, il évoque une situation politique complètement disparue aujourd'hui : l'Afghanistan était alors uni sous l'autorité d'un roi, Mohammad Zaher Shah.
L'histoire se déroule donc bien avant la déposition du roi et la proclamation de la République (1973), l'intervention militaire soviétique en Afghanistan (1978-1979), le retrait des soviétiques du pays (1988), l'instauration du régime islamique des Talibans (1996).
L'intrigue est liée à la fuite mystérieuse de Lin Piao (le nom est orthographié aujourd'hui « Lin Biao » en pinyin). Accusé de fomenter un coup d'État contre Mao Zedong, poursuivi jusqu'à l'aéroport, Lin Piao et sa famille embarquent à bord d'un avion. L'avion se serait écrasé en Mongolie, peut-être à court de carburant, le 13 septembre 1971. Selon l'histoire officielle, il n'y a eu aucun survivant.
Historiquement, les suites de cette fuite entraîneront l'arrestation et l'exécution, dans le cadre d'une « purge », de nombreux cadres et dirigeants de l'armée populaire chinoise dans les semaines suivant le crash.
L'écrivain a choisi de faire s'écraser l'avion sur le territoire afghan afin de tirer parti de la multiplicité des interventions possibles dans le scénario (Américains, Afghans, Russes, Pakistanais, Chinois), ce que ne permettait pas un crash en Mongolie.

## Publications et notoriété du roman
Dans le numéro de juillet-août 2014 de la Revue des Deux Mondes dont le titre est « G. de Villiers : enquête sur un phénomène français », il est précisé sous la plume de Serge Brussolo, en page 79 de la revue, que « (…) à la fin des années 1960, la vente moyenne d'un SAS tournait autour des 250 000 exemplaires. Gérard de Villiers en écrivait quatre par an. Ce à quoi s'ajoutaient les rééditions continuelles des anciens titres. Au bas mot, plus d'un million de volumes vendus chaque année à un public englobant des couches socioprofessionnelles allant de l'ouvrier métallurgiste au cadre supérieur. Aujourd'hui, en ces temps de grande misère éditoriale, de tels chiffres font rêver. »
Dans son essai consacré à la biographie de Gérard de Villiers et aux romans de la série SAS, Benoît Franquebalme indique le succès grandissant des romans dans le public.
Ainsi dès 1967, les ventes sont de 100 000 exemplaires par tome (soit 400 000 exemplaires par an).
À partir de 1976 et dans les années qui suivent, les romans sont tirés à 550 000 exemplaires le premier jour de la parution.

## Résumé

### Prologue
Donald MacMillan, en écoutant une fréquence radio militaire, a découvert que Lin Piao, le successeur désigné de Mao Zedong et donc numéro deux du Parti communiste chinois, s'est échappé de Chine en prenant un avion pour se rendre en Union soviétique. Mais soit en raison des avions de chasse chinois, soit à cause des mauvaises conditions atmosphériques, l'avion s'est écrasé en Afghanistan… Donald est maintenant pourchassé par les agents des services secrets afghans, et va être exécuté sommairement par eux. Il réussit néanmoins à faire passer une copie de son enregistrement à un hippie, qui le revend 20 dollars à l'ambassade américaine.
Malko Linge est envoyé à Kaboul ; sa mission est de déterminer si Lin Piao, devenu sans le vouloir « l'Homme de Kabul », est vivant ou mort, et qui le détient : les Afghans, les Chinois, les Russes, les Pakistanais ? Sa mission est d'autant plus difficile que le chef de poste de la CIA sur place, Thomas Sands, n'a aucune information sur le sujet !

### Premier plan de Malko
Dans l'unique bar branché de Kaboul, La 25e Heure, Malko fait très vite la connaissance de deux ravissantes jeunes filles : 
- la féline et racée Afsaneh Khatun,
- Birgitta, allemande au crâne rasé.

Il rencontre aussi Gillian Denver, « bloquée » à Kaboul en raison d'un grave accident subi par son époux, et poursuivie des assuidités d'un riche afghan, Walli Gohar. Malko la sauve d'un viol en venant à son secours, lorsque Walli tente de la prendre de force.
Malko décide d'orienter son enquête en direction du colonel Kurt Pilz, un ancien nazi qui s'est réfugié en Afghanistan en 1945, devenu directeur-adjoint des services secrets. Or sa maîtresse n'est autre que Birgitta ! Et celle-ci est tombée amoureuse de Malko, ce qui arrange bien ce dernier...
Malko organise une soirée avec Birgitta et son amant, Kurt Pilz. Il drogue celui-ci en lui faisant fumer du haschich, tandis que lui s'est préparé des « joints » à base de simple tabac. Pilz tombe dans le piège, fume avec excès et se met à délirer. Malko en profite pour l'interroger adroitement sur ce qu'il sait. Les informations données involontairement par Pilz sont fabuleuses : Lin Piao est effectivement vivant, les services secrets afghans l'ont récupéré, il sera restitué aux Chinois « après-demain », ce ne sera pas la grande route de Peshawar qui sera utilisée.
Malko et Thomas Sands élaborent alors un plan audacieux. Deux jours après, les deux hommes, accompagnés d'un petit groupe de mercenaires, montent une embuscade : il s'agit de kidnapper Lin Piao lorsque les Afghans le remettront aux Chinois. La caravane afghane arrive, et les hommes de Malko attaquent. Les Chinois sont tous tués, mais un problème inattendu surgit : l'arrivée d'un hélicoptère russe vient perturber le plan de Malko. Les Afghans se retirent en remportant avec eux Lin Piao. L'embuscade a donc été un cuisant échec. Malko a néanmoins sauvé la vie d'un enfant afghan, Lal, promis à une exécution sommaire par les mercenaires ; cet enfant l'aidera précieusement par la suite.
Les Chinois veulent se venger de la mort de leurs cinq agents des services secrets. Ils tendent à leur tour une embuscade à Malko dans son hôtel et l'obligent à le suivre. Lal est resté à l'hôtel, et voit Malko partir. Celui-ci lui fait comprendre qu'il est enlevé. Lal suit le groupe, et lorsque les Chinois et Malko arrivent près de l'ambassade chinoise, il envoie un bâton de dynamite, puis un second. Parmi la confusion qui s'ensuit, Malko parvient à s'échapper.

### Disparition de Birgitta et rôle d'Afsaneh
Sur ces entrefaites, Malko apprend que Birgitta a disparu. Faisant son enquête, et afin de savoir si la jeune allemande a révélé à Pilz l'interrogatoire dont il avait fait l'objet, Malko la recherche activement. Lui et Sands font prisonnier un des hommes de Pilz, et le torturent pour connaître le sort de Birgitta. Ils apprennent que Pilz va la remettre à une tribu afghane qui pratique un jeu immémorial, le bouzkachi, sorte de polo afghan, à l'exception près que la jeune fille servira de balle !  Malko et Sands arrivent sur les lieux au moment où le sinistre « jeu » commence : Birgitta est ballotée de cavalier en cavalier, qui la frappent, la cinglent de leurs cravaches à tour de rôle, la prenant parfois en croupe et lui faisant subir mille misères, mille avanies, notamment sexuelles. Malko ne peut pas intervenir, faute de quoi il sera repéré et exécuté. Il assiste, impuissant, à la fin misérable de Birgitta, qui meurt sous l'effet des violences qui lui sont faites.
Retournant à l'hôtel, Malko rencontre la belle Afsaneh, qui lui rapporte que Walli Gohar lui propose un marché. S'il parvient à avoir des relations sexuelles avec Gillian Denver, qu'il désire au plus haut point, il lui révèlera le jour et le lieu de la remise de Lin Piao. Malko réfléchit, et va voir Gillian, à qui il raconte toute l'affaire, s'agissant de sa mission, de Lin Piao, etc. Il lui propose la chose suivante : si elle a des relations intimes avec Walli Gohar, la CIA paiera les frais médicaux de son époux bloqué à Kaboul et organisera le rapatriement aux États-Unis. Gillian, qui n'a pas beaucoup le choix, accepte. Walli Gohar est informé de l'acceptation de la femme, et rencontre Malko : l'échange aura lieu trois jours après, à 23 h, sur la colline de Top-I-Chashit. Lin Piao sera livré, non pas aux Chinois, mais aux Russes !

### Second plan de Malko
Pour récupérer Lin Piao, Malko élabore alors un plan encore plus audacieux que le premier : il s'agit de se présenter au rendez-vous des Afghans en leur faisant croire qu'il représente la délégation russe ! Pendant trois jours, il prépare le « coup ». Le soir dit, un immense troupeau de moutons bloque la délégation russe menée par le colonel Pochkine, qui va arriver 20 minutes en retard sur le lieu de l'échange. Pendant ce temps, Malko se présente et, parlant parfaitement le russe, tente de se faire passer pour le colonel Pochkine. Hélas, Pilz est présent en tant que chef de la délégation afghane, et le reconnaît. Les deux équipes se font face. Les Russes arrivent. Tout le monde se regarde en chiens de faïence. Malko, qui avait posté des tireurs d'élite sur les hauteurs, peut quitter les lieux en prenant avec lui Lin Piao. Sa fuite est couverte par le jeune Lal, qui envoie des explosifs sur les voitures de ses poursuivants. Malko va directement à l'ambassade américaine, mais celle-ci est entourée d'agents chinois !
Malko parvient à se cacher avec son prisonnier toute la nuit. Le lendemain matin, il profite d'une manifestation : revêtant Lin Piao d'un tchadri et prenant le même habit, il se fond dans la foule. Un de ses hommes fait en sorte de diriger la manifestation devant l'ambassade américaine, et là Malko parvient à pénétrer dans l'ambassade, grâce à sa ténacité, à la chance, et à l'aide de Lal (qui encore une fois jette des bâtons de dynamite sur la foule). Mission accomplie : Lin Piao est capturé par les Américains.

### Dénouement
Quelques heures après, une nouvelle inattendue tombe : le département d'État ordonne de remettre Lin Piao… aux Chinois. En effet le Président des États-Unis, par des négociations secrètes, notamment liées à un échange de prisonniers dans le cadre de la guerre du Viêt Nam, préfère restituer à Mao le fugitif, même si c'est la mort qui attend ce dernier. Malko et Sand sont ulcérés !
Un rendez-vous est fixé avec l'ambassadeur chinois. Le jour dit, Malko et Sands se rendent au rendez-vous. Les Chinois demandent qu'on leur livre Lin Piao ; Malko et Sands attendent le feu vert de leur hiérarchie et que la restitution des prisonniers ait été faite. Arrivent alors les Russes qui viennent interrompre l'attente glacée. S'ensuit une tension énorme, avec provocations, menaces de mort, etc., qui voit comme conséquence la mort de Lin Piao, sans qu'on sache au juste qui l'a tué ! Le feu vert du département d'État arrive alors. Le corps du Chinois est remis aux autorités chinoises.
Malko revoit une dernière fois la belle et racée Afsaneh, qui lui apprend que sa famille a décidé de lui faire épouser Walli Gohar ! Elle veut faire l'amour avec Malko pour perdre sa virginité, symbole très précieux qu'elle ne veut pas livrer à son futur époux. Malko accepte sans difficulté de lui rendre ce service…

### Épilogue
Malko se rend au domicile du colonel Pilz afin de l'assassiner. Quand il arrive, le colonel s'est déjà suicidé avec son arme de service ! Malko, avec Lal, fait exploser la maison à coup de dynamite afin de faire disparaître toute trace de suicide et montrer qu'il y a eu attentat. Le roman se termine sur le fait que Malko va exécuter, de sang-froid, le chef de la tribu ayant participé au bouzkachi et contribué à faire mourir Birgitta.

## Place du roman dans la série
Malko se rendra encore par la suite dans la zone Afghanistan/Pakistan :
- L'Homme de Kabul (1972)
- Embuscade à la Khyber Pass (1983)
- Vengez le vol 800 (1997)
- Bin Laden, la traque (2002)
- Aurore noire (2005)
- Otages des Taliban (2007)
- Sauve-qui-peut à Kaboul (tome 1) / Sauve-qui-peut à Kaboul (tome 2) (2013)

## Autour du roman
- Autre femme au crâne rasé : Ruth, dans Le Gardien d'Israël (SAS n°51 - 1978).